# Krev v mobilech
Krev v mobilech (anglicky Blood in the Mobile) je dokumentární film z roku 2010, jehož autorem je dánský režisér Frank Piasecki Poulsen. Dokument poukazuje na fakt, že suroviny pro výrobu nabíjecích lithiových baterií přední technologické společnosti získávají z dětské práce vykonávané za nelidských podmínek. Konkrétně mapuje situaci v ilegálním dole v Severním Kivu, provincii Konga.
Z dokumentu vyplývá, že používání např. mobilních telefonů nepřímo podporuje konflikt v Kivu. Těžba kasiteritu, který patří mezi konfliktní suroviny, totiž probíhá pod kontrolou bojujících frakcí, a přispívá tak k financování konfliktu. Teror ze strany ozbrojených skupin navíc umožňuje přetrvávání otřesných pracovních i hygienických podmínek, kterým jsou vystaveny i děti.